# فیلم‌شناسی علی حاتمی
علی حاتمی (۱۳۷۵-۱۳۲۳) فیلم‌ها و کارهای تلویزیونی چندی دارد که اینجا فهرست می‌شود.
او کار هنری خود را با نویسندگی در تئاتر آغاز کرد و نمایشنامه‌های «ساتن»، «قصهٔ حریر و ماهیگیر»، «حسن کچل»، «چهل گیس» و شهر «آفتاب و مهتاب» را برای تئاتر نوشت. علی حاتمی در کلاس‌های نمایشنامه‌نویسی اداره هنرهای دراماتیک واقع (درآب سردار) شرکت نمود و بعدها که این اداره به نام دانشکده هنرهای دراماتیک تغییر نام داد او در رشته ادبیات نمایشی تحصیلات خود را ادامه داد. او در سال ۱۳۴۴ نمایش دیب (دیو) را که از اولین نوشته‌های خود بود،۸ در تالار دانشکده و با کودکان مؤسسه آموزشی فرهنگ آرزو به اجرا درآورد.
حاتمی که از سال‌های اولیه دهه هفتاد، مطالعه و تحقیق دربارهٔ زندگی جهان‌پهلوان تختی را آغاز کرده بود، بعد از پشت سر گذاشتن دشواری‌هایی سرانجام در سال ۱۳۷۵، ساخت فیلم جهان پهلوان تختی را آغاز کرد. متأسفانه پس از آنکه تنها بخش‌هایی از فیلم را فیلم‌برداری کرده بود بیماری سرطان به سراغش آمد و در بیمارستان بستری شد و مجبور شد پروژه اش را نیمه‌کاره رها کند. بهروز افخمی پس از درگذشت علی حاتمی ادامه پروژه را به عهده گرفت.

## سینمایی
| فیلم‌شناسی              | فیلم‌شناسی | فیلم‌شناسی | فیلم‌شناسی | فیلم‌شناسی        | فیلم‌شناسی      | فیلم‌شناسی                                          | فیلم‌شناسی | فیلم‌شناسی                                              |
| نام فیلم               | سال       | نویسنده   | کارگردان  | تدوین            | تهیه‌کننده      | موسیقی                                             | مدّت       | توضیحات                                                |
| ---------------------- | --------- | --------- | --------- | ---------------- | -------------- | -------------------------------------------------- | --------- | ------------------------------------------------------ |
| حسن کچل                | ۱۳۴۸      | آری       | آری       | روبیک منصوری     | علی عباسی      | پرویز اتابکی اسفندیار منفردزاده واروژان بابک افشار | ۱۰۱ دقیقه |                                                        |
| طوقی                   | ۱۳۴۹      | آری       | آری       |                  | مهدی مصیبی     | اسفندیار منفردزاده                                 | ۱۱۰ دقیقه |                                                        |
| باباشمل                | ۱۳۵۰      | آری       | آری       |                  | مهدی مصیبی     |                                                    |           |                                                        |
| قلندر                  | ۱۳۵۱      | آری       | آری       |                  | مهدی مصیبی     | مرتضی حنانه                                        | ۱۱۰ دقیقه |                                                        |
| خواستگار               | ۱۳۵۱      | آری       | آری       |                  | پرویز صیاد     |                                                    |           |                                                        |
| ستارخان                | ۱۳۵۱      | آری       | آری       | هادی صابر        | پرویز صیاد     |                                                    |           |                                                        |
| سوته‌دلان               | ۱۳۵۶      | آری       | آری       | موسی افشار       | علی عباسی      | مرکز حفظ و اشاعه موسیقی                            |           |                                                        |
| حاجی واشنگتن           | ۱۳۶۱      | آری       | آری       | موسی افشار       |                | محمدرضا لطفی                                       | ۹۸ دقیقه  |                                                        |
| کمال‌الملک              | ۱۳۶۲      | آری       | آری       | موسی افشار       |                | فرهاد فخرالدینی                                    | ۱۲۲ دقیقه |                                                        |
| جعفرخان از فرنگ برگشته | ۱۳۶۶      | آری       | آری       |                  |                | مرتضی حنانه                                        | ۸۸ دقیقه  | بر اساس نمایشنامه جعفرخان از فرنگ برگشته (حسن مقدم)    |
| مادر                   | ۱۳۶۸      | آری       | آری       | حسن حسن‌دوست      | مرتضی شایسته   | ارسلان کامکار                                      | ۱۰۸ دقیقه |                                                        |
| دلشدگان                | ۱۳۷۰      | آری       | آری       | روح‌الله امامی    | آری            | حسین علیزاده محمدرضا شجریان                        | ۹۱ دقیقه  |                                                        |
| جهان‌پهلوان تختی        | ۱۳۷۳      | آری       | آری       | حسن حسن‌دوست      |                | بابک بیات                                          | ۹۵ دقیقه  | پس از مرگ حاتمی به کارگردانی بهروز افخمی ادامه یافت.   |
| کمیته مجازات           | ۱۳۷۷      | آری       | آری       | واروژ کریم مسیحی | محمدمهدی دادگو | مرتضی حنانه                                        | ۹۰ دقیقه  | نمایش: اسفند ۱۳۷۷، تدوین نسخه سینمایی: واروژ کریم‌مسیحی |
| طهران روزگار نو        | ۱۳۷۸      | آری       | آری       | واروژ کریم مسیحی | محمدمهدی دادگو | مرتضی حنانه                                        | ۹۰ دقیقه  |                                                        |

### تلویزیونی
| تلویزیون   | تلویزیون        | تلویزیون  | تلویزیون | تلویزیون | تلویزیون                         | تلویزیون           | تلویزیون                  | تلویزیون            | تلویزیون                                                                                   |
| پوستر فیلم | نام فیلم        | سال       | نویسنده  | کارگردان | تدوین                            | تهیه‌کننده          | موسیقی                    | مدت/تعداد قسمت‌ها    | توضیحات                                                                                    |
| ---------- | --------------- | --------- | -------- | -------- | -------------------------------- | ------------------ | ------------------------- | ------------------- | ------------------------------------------------------------------------------------------ |
|            | جنگل و آشپزی    | ۱۳۴۶      | آری      | آری      | ناصر سوالونی                     | تلویزیون ملی ایران |                           | ۱۷ دقیقه و ۳۵ ثانیه | ۱۶ میلیمتری، سیاه‌وسفید، ویژه کودکان و نوجوانان چکیده: آشپزی در جنگل توسط «خرگوش» و «روباه» |
|            | داستان‌های مولوی | ۱۳۵۲      | آری      | آری      | هادی صابر                        | آری                | فریدون ناصری              | ۳۶۰ دقیقه (۶ قسمت)  | با نگاهی به داستان‌های مثنوی معنوی ساخته شده بود و در نوروز ۱۳۵۳ پخش شد.                    |
|            | سلطان صاحبقران  | ۱۳۵۴      | آری      | آری      | موسی افشار                       | تلویزیون ملی ایران | واروژان                   | ۱۳ قسمت             | برای نخستین بار از «۱۴ آبان ۱۳۵۴» و برای بار دوم، از «۷ تیرماه ۱۳۵۶» پخش شد.               |
|            | هزاردستان       | ۱۳۵۸–۱۳۶۶ | آری      | آری      | علی حاتمی عباس گنجوی حسن حسن‌دوست | محمدمهدی دادگو     | مرتضی نی‌داوود مرتضی حنانه | ۲۳ قسمت             | طرح اولیه این مجموعه در سال ۱۳۵۴، در ذهنِ علی حاتمی شکل گرفت و «جاده ابریشم» نام داشت.      |